# Adolf Kraus
Adolf Kraus (26. února 1850 Blovice – 22. října 1928 Chicago) byl český právník židovského původu.
Narodil se 26. února 1850 židovským rodičům Jonathanovi Krausovi, krupaři a podomnímu obchodníkovi, a Ludmile Ehrlichové. Rodina se posléze přestěhovala do Rokycan a Adolf v roce 1865 emigroval do Spojených států amerických (připlul 17. října 1865 na palubě plachetnice Loura & Gertruda), kde pracoval jako obchodní příručí. Díky darům se mu však podařilo vystudovat práva a stal se advokátem v Illinois, kde obhajoval mimo jiné české emigranty. V roce 1893 se stal právním zástupcem Chicaga a o rok později začal vydávat noviny Chicago Times. Mezi lety 1905 až 1925 byl prezidentem velké židovské lóže.
Měl úzké styky s americkými prezidenty Taftem a Wilsonem. Byl prezidentem svazu vzdělávacích a dobročinných židovských spolků Bnai Brith v USA.
Zemřel v Chicagu 22. října 1928 ve věku 78 let. V roce 1930, dva roky po jeho smrti, mu byla v Rokycanech odhalena pamětní deska, která však byla na začátku druhé světové války sundána a po válce již neobnovena.